# 菲律賓鱷
菲律賓鱷（學名：Crocodylus mindorensis），又名緬多羅鱷魚、菲律賓淡水鱷，是一種只分佈於菲律賓的鱷魚物種。在菲律賓，雖然嚴禁捕殺這種鱷魚，但牠們的分佈地正受到不斷開發及非持續性捕魚方法，例如魚炮影響，現時有關牠們的保育工作係由荷蘭一個基金會負責。
菲律賓鱷昔日曾被認為是新畿內亞鱷（Crocodylus novaeguineae）的亞種，雖然牠們和灣鱷有著相同的分佈，但體型就比不上灣鱷。牠們的野生數目不多於500至1,000隻。與其他鱷魚相比，菲律賓鱷的口鼻部比較闊，身型也較細小，通常不超過3米，而雄性一般比雌性大。這種鱷魚的攻擊性不算太強，但如果受到騷擾，便會咬人。
與其他鱷魚一樣，菲律賓鱷都是一種驚人的捕獵者，捕捉例如羚羊這樣大型的獵物，但又會讓鱷魚鳥清理牠們的牙，幼年時則進食魚、蝦、老鼠及水蝸牛。
菲律賓鱷有著金色中帶啡色的顏色，當牠們成年時，顏色會變深。
2008年美國網站《生活科學》評出菲律賓鱷為全球十大最瀕危的稀有動物物種之一。